# Wu Yonggang
En este nombre chino, el apellido es Wu.
Wu Yonggang (吴永刚; Shanghái, 1 de noviembre de 1907-18 de diciembre de 1982) fue un destacado director de cine chino y coreógrafo, durante las décadas de 1930, de 1940 y de 1950, momento en que interrumpió su producción hasta 1980, cuando filmó su obra póstuma. Conocido mundialmente por su primera película, La diosa (神女, Shénnǚ, 1934), considerada una de las máximas obras de arte del cine chino. En 1995 fue reconocido como uno de los diez máximos directores, en ocasión de los Premios del Siglo del Cine Chino.

## Biografía
Wu Yonggang nació en Shanghái en 1907, pero luego su familia se trasladó a Henan donde transcurrió su niñez y adolescencia. Fue expulsado de la escuela secundaria Suzhou Cuiying, por leer publicaciones de izquierda y participar en las actividades de la Liga Anticristiana.
En 1925 se trasladó a Shanghái, para ingresar como aprendiz a la Compañía Cinematográfica Baihe, aprendiendo todos los oficios del sector (maquillaje, vestuario, utilería, producción, etc.). En 1928 fue ascendido a artista y admitido en el Departamento de Pintura Occidental de la Academia de Bellas Artes de Shanghái. En 1931 comenzó a trabajar para la Compañía de Cine Lianhua.
En 1934 dirigió su primera película, La diosa (神女, Shénnǚ), una película muda sobre la vida de violencia y explotación que sufre una prostituta, realizada con el impulso del escritor y guionista Tian Han, miembro del Partido Comunista y uno de los principales referentes del Movimiento Cinematográfico de Izquierda que renovó el cine chino y generó «la primera generación dorada». La diosa ha sido reconocida dentro y fuera de China como una de las obras máximas del cine chino.
Como parte del Movimiento Cinematográfico de Izquierda, en la década de 1930, Wu se oponía a producir un cine pasatista mientras la existencia misma del país se encontraba en peligro debido a la invasión japonesa. En 1936 dirigió Zhuang zhi ling yun (壯志凌雲, Grandes aspiraciones), que fue un éxito de público y pese a la censura del gobierno de Chiang Kai-shek, fue entendida como un llamado a la resistencia. Cuando los japoneses ocuparon Shanghái y Hong Kong, buscaron y destruyeron las copias de la película.
Luego de que en 1937 Japón invadiera Shanghái, Wu Yonggang se trasladó al área de Pingxingguan para filmar películas de noticias que reflejaran la guerra antijaponesa, desde el punto de vista chino. Dirigió doce películas en los cuatro años que van de 1938 a 1941. Luego dejó de dirigir cinco años, retomando la dirección en 1947, con una comedia romántica, Zhong shen da shi (La cosa más importante de la vida) y Ying chun qu (¡Bienvenida canción de primavera!).
En 1950, ya victoriosa la Revolución china y fundada la República Popular China dirigió Liao yuan de xiang cun (La remota villa de Liao) sobre la reforma agraria, producida en el nuevo Estudio de Cine de Noreste. Más tarde fue nombrado director de los Estudios de Cine de Shanghái y de los Estudios de Cine de Haiyan.
En 1954 dirigió Hasen yu Jiamila (Hasen y Jiamila), aclamada película que fue la primera en filmar una historia en áreas de minorías étnicas (etnia kazaja), utilizando actores y lenguajes kazajo.
En 1957 publicó varios artículos, como «La política no puede reemplazar al arte», enfatizando que la creación artística debe seguir las leyes del arte, razón por la cual fue catalogado como «derechista», durante el Movimiento antiderechista y despedido de sus cargos. Pese a ello al año siguiente estrenó Lin Chon, uno de los principales personajes del libro clásico de la literatura china, Bandidos del pantano (水滸傳, Shuihu Zhuan, siglo XVI).
En 1962 pudo reanudar su trabajo filmando un clásico de la ópera de Yue, La horquilla de jade (碧玉簪) de 1918. Después del estallido de la Revolución Cultural en 1966, Wu Yonggang fue perseguido. Rehabilitado en 1976, al caer la Banda de los Cuatro, filmó dos películas antes de morir: 
- Lluvia nocturna sobre el Monte Ba (Ba Shan Ye Yu, 1980), codirigida Wu Yigong. Durante la Revolución Cultural, un poeta que ha estado en prisión durante seis años, es trasladado en barco por río, de Sichuan a Wuhan, escoltado por dos guardias. Compartirá el viaje con otros seis pasajeros, que dejarán al descubierto las brutalidades cometidas durante la Revolución Cultural. Ganador compartido del Premio Gallo de Oro a la mejor película, en 1981.
- Dong Biwu: un revolucionario veterano (Chu tian feng yun, 楚天风云, 1981), sobre la vida del histórico líder comunista chino, Dong Biwu.

Murió el 18 de diciembre de 1982. En 1995, Wu Yonggang fue reconocido como uno de los diez mejores directores de cine del siglo, en los Premios del Siglo del Cine Chino.

## Filmografía

### Director
| Año  | Título en español                                                               | Título en chino | Notas                                                                                       |
| ---- | ------------------------------------------------------------------------------- | --------------- | ------------------------------------------------------------------------------------------- |
| 1934 | La diosa (Shénnǚ)                                                               | 神女            | Muda. AKA La prostituta, La callejera.                                                      |
| 1936 | Lang tao sha (trad. lit. «Olas lavando la arena»)                               | 浪淘沙          | AKA Waves Washing The Sand (Olas lavando la arena); The desert island (La isla desierta)    |
| 1936 | Zhuang zhi ling yun (Altas aspiraciones)                                        | 壮志凌云        | AKA Los pioneros, Soaring Aspirations                                                       |
| 1938 | Yan zhi lei (tr. lit. Lágrimas rojas)                                           | 胭脂泪          | Remake de Wu de La diosa para la Compañía de Cine Xinhua                                    |
| 1938 | Sì Pān JīnLián (tr. lit. Cuatro Pan Jinlian; Cuatro mujeres fatales)            | 四潘金莲        | AKA The four impersonators                                                                  |
| 1938 | Huánghǎi dàdào (tr. lit. Ladrones del Mar Amarillo ; Piratas del Mar Amarillo)  | 黄海大盗        | AKA The Pirates of the Yellow Sea                                                           |
| 1939 | Lín Chōng Xuěyè jiān chóu jì (tr. lit. La aniquilación de Lin Chong)            | 林冲雪夜歼仇记  | Productora: Huaxin. AKA Lin Chong, the outlaw                                               |
| 1940 | Huākuí nǚ (tr. lit. La niña de las flores)                                      | 花魁女          | Productora: Huacheng. AKA The flower girl                                                   |
| 1940 | Yuè wǔ mù jīngzhōng bàoguó (tr. lit. Yue Fei, un héroe nacional)                | 岳武穆精忠报国  | AKA Yue Fei, a national heroe                                                               |
| 1940 | Báixuě gōngzhǔ (tr. lit. Blancanieves, una princesa china)                      | 白雪公主        | Productora: Huaxin. AKA Chinese Princess Snow White                                         |
| 1941 | Zhàndì qíng huā (tr. lit. Flor del amor del campo de batalla)                   | 战地情花        | Productora: Douban. AKA Lover on the Battlefield                                            |
| 1941 | Tiěchuāng hóng lèi (tr. lit. Lágrimas rojas tras las rejas)                     | 铁窗红泪        | Productora: Douban. AKA Lover on the Battlefield                                            |
| 1941 | Módēng dìyù (tr. lit. Infierno moderno)                                         | 摩登地狱        | Productora: Huacheng.                                                                       |
| 1946 | Zhōngyì zhī jiā (trad. lit. Familia leal)                                       | 忠义之家        | Productora: Daye                                                                            |
| 1947 | Yíngchūn qū (tr. lit. Festival de primavera)                                    | 迎春曲          | AKA A Spring Melody (Una melodía de primavera)                                              |
| 1947 | Zhōngshēn dàshì (Decisión de vida)                                              | 终生大事        | Productora: Cinematográfica Central. AKA Marriage (Casamiento)                              |
| 1948 | Shì dú qíng shēn (Metáfora china del amor por los niños)                        | 舐犊情深        | Productora: Daye. AKA Love for the Children (Amor por los niños)                            |
| 1949 | È rénxíng (tr. lit. Gente hambrienta)                                           | 饿人行          | Productora: Daye. AKA The hunger marchers (La marcha de los hambrientos)                    |
| 1951 | Liáoyuǎn de xiāngcūn (tr. lit. El municipio de Liao Yuan)                       | 辽远的乡村      | Productora: Estudios de Cine del Noreste. AKA Liao Yuan Country (El país de Liao Yuan)      |
| 1951 | Liáoyuǎn de xiāngcūn (tr. lit. El municipio de Liao Yuan, Una villa muy lejana) | 辽远的乡村      | Productora: Estudios de Cine del Noreste. AKA Liao Yuan Country (El país de Liao Yuan)      |
| 1952 | Hāsēn yǔ jiāmǐlā (Hasen y Jiamila)                                              | 哈森与加米拉    | Productora: Estudio de Cine de Shanghái.                                                    |
| 1956 | Qiu weng yu xian ji (La historia del encuentro de Qiu Weng con el inmortal)     | 秋翁遇仙记      | Productora: Estudio de Cine de Shanghái. AKA The Old Man and the Fairy (El viejo y el hada) |
| 1958 | Lin Chong (Lin Chong)                                                           | 林冲            | Cinematográfica del Sur                                                                     |
| 1962 | Bì yùzān (La horquilla de jade))                                                | 碧玉簪          | Productora: Dapeng                                                                          |
| 1980 | Bāshān yè yǔ (Lluvia del atardecer; Lluvia de la noche de Bashan)               | 巴山夜雨        | Codirigida con Wu Yigong                                                                    |
| 1981 | Dong Biwu: un revolucionario veterano (Chu tian feng yun)                       | 楚天风云        | Producción: Estudios de Cine de Shanghái. Codirigida con Wu Yigong                          |